# Platgeta de Cap Roig
La platgeta de Cap Roig és una petita platja del municipi de Calonge i Sant Antoni (Baix Empordà), situada a llevant de la platja de Sant Jordi, de la que està separada per la característica penya de Cap Roig. Orientada a l'est-sud-est, té una longitud de 49 m i una amplada mitjana de 13 m, formada per sorra mitjana i gruixuda i fons marí rocallós.
L'illot de Cap Roig dona nom i personalitat a aquesta cala. Aquesta formació rocosa poblada de pins, té un to vermellós molt característic, donat sobretot pels cristalls de feldespat que la componen majoritàriament.
Al racó del nord de la platja hi ha una caseta d'obra amb un baixador de barques. En aquest punt comença un altre cop el camí de ronda, que es dirigeix cap al nord, cap a Calonge.